# Torneo Clausura 2020 (Uruguay)
El Torneo Clausura 2020 constituyó el tercer certamen del 117.º Campeonato de Primera División del fútbol uruguayo organizado por la AUF. El torneo fue nombrado Sr. Julio César Road y posteriormente renombrado como Santiago García en memoria del futbolista fallecido en febrero de 2021.[cita requerida]

## Participantes

### Información de equipos
Un total de 16 equipos disputarán el campeonato, incluyendo 13 equipos de la Primera División de Uruguay 2019 y tres ascendidos desde la Segunda División de Uruguay 2019.
Todos los datos estadísticos corresponden únicamente a los Campeonatos Uruguayos organizados por la Asociación Uruguaya de Fútbol, no se incluyen los torneos de la FUF de 1923, 1924 ni el Torneo del Consejo Provisorio 1926 en las temporadas contadas. Las fechas de fundación de los equipos son las declaradas por los propios clubes implicados. A su vez, la columna "estadio" refleja el estadio dónde el equipo más veces oficia de local en sus partidos, pero no indica que el equipo en cuestión sea propietario del mismo.
| Equipo               | Ciudad                 | Estadio                      | Capacidad | Fundación                | Temporadas | Temp. Consecutivas | Títulos | Subtítulos | 2019 |
| -------------------- | ---------------------- | ---------------------------- | --------- | ------------------------ | ---------- | ------------------ | ------- | ---------- | ---- |
| Nacional             | Montevideo             | Gran Parque Central          | 34 000    | 14 de mayo de 1899       | 115        | 115                | 47      | 44         | 1°   |
| Peñarol              | Montevideo             | Campeón del Siglo            | 40 005    | 28 de septiembre de 1891 | 114        | 91                 | 50      | 41         | 2°   |
| Cerro Largo          | Melo                   | Ubilla                       | 10.000    | 19 de noviembre de 2002  | 6          | 2                  | —       | —          | 3°   |
| Progreso             | Montevideo             | Abraham Paladino             | 5 400     | 30 de abril de 1917      | 23         | 3                  | 1       | —          | 4°   |
| Liverpool            | Montevideo             | Belvedere                    | 8 384     | 15 de febrero de 1915    | 77         | 4                  | —       | —          | 5°   |
| Plaza Colonia        | Colonia del Sacramento | Juan Gaspar Prandi           | 6 000     | 22 de abril de 1917      | 10         | 2                  | —       | —          | 6°   |
| River Plate          | Montevideo             | Parque Federico Omar Saroldi | 5.165     | 11 de mayo de 1932       | 71         | 16                 | —       | 1          | 7°   |
| Fénix                | Montevideo             | Parque Capurro               | 5 500     | 7 de julio de 1916       | 38         | 11                 | —       | —          | 8°   |
| Boston River         | Florida                | Campeones Olímpicos          | 7 000     | 20 de febrero de 1939    | 4          | 4                  | —       | —          | 9°   |
| Montevideo Wanderers | Montevideo             | Parque Alfredo Víctor Viera  | 15 000    | 15 de agosto de 1902     | 103        | 20                 | 3       | 8          | 10°  |
| Defensor Sporting    | Montevideo             | Luis Franzini                | 16 000    | 15 de marzo de 1913      | 93         | 55                 | 4       | 8          | 11°  |
| Danubio              | Montevideo             | María Mincheff de Lazaroff   | 18 000    | 1 de marzo de 1932       | 70         | 50                 | 4       | 3          | 12°  |
| Cerro                | Montevideo             | Luis Tróccoli                | 25 000    | 1 de diciembre de 1922   | 74         | 13                 | —       | 1          | 13°  |
| Montevideo City      | Montevideo             | Charrúa                      | 14 000    | 26 de diciembre de 2007  | 2          | —                  | —       | —          |      |
| Deportivo Maldonado  | Maldonado              | Domingo Burgueño Miguel      | 25 000    | 25 de agosto de 1928     | 7          | —                  | —       | —          |      |
| Rentistas            | Montevideo             | Complejo Rentistas           | 10.600    | 26 de marzo de 1933      | 26         | —                  | —       | —          |      |

## Clasificación

### Tabla de posiciones
| Pos.                                      |  | Equipos                | PJ | PG | PE | PP | GF | GC | DG  | Puntos |
| ----------------------------------------- |  | ---------------------- | -- | -- | -- | -- | -- | -- | --- | ------ |
| 1º                                        |  | Liverpool (C)          | 15 | 10 | 4  | 1  | 34 | 13 | +21 | 34     |
| 2º                                        |  | Peñarol                | 15 | 8  | 5  | 2  | 20 | 12 | +8  | 29     |
| 3º                                        |  | Montevideo City Torque | 15 | 7  | 5  | 3  | 30 | 14 | +16 | 26     |
| 4º                                        |  | Nacional               | 15 | 7  | 5  | 3  | 19 | 16 | +3  | 26     |
| 5º                                        |  | Plaza Colonia          | 15 | 7  | 4  | 4  | 28 | 16 | +12 | 25     |
| 6º                                        |  | Boston River           | 15 | 7  | 1  | 7  | 23 | 26 | −3  | 22     |
| 7º                                        |  | Fénix                  | 15 | 5  | 6  | 4  | 25 | 24 | +1  | 21     |
| 8º                                        |  | River Plate            | 15 | 6  | 3  | 6  | 19 | 23 | −4  | 21     |
| 9º                                        |  | Montevideo Wanderers   | 15 | 4  | 6  | 5  | 24 | 28 | −4  | 18     |
| 10º                                       |  | Deportivo Maldonado    | 15 | 4  | 6  | 5  | 21 | 27 | −6  | 18     |
| 11º                                       |  | Cerro Largo            | 15 | 4  | 4  | 7  | 15 | 17 | −2  | 16     |
| 12º                                       |  | Danubio                | 15 | 4  | 3  | 8  | 17 | 23 | −6  | 15     |
| 13º                                       |  | Progreso               | 15 | 4  | 3  | 8  | 14 | 24 | −10 | 15     |
| 14º                                       |  | Cerro                  | 15 | 3  | 5  | 7  | 16 | 21 | −5  | 14     |
| 15º                                       |  | Defensor Sporting      | 15 | 2  | 8  | 5  | 15 | 21 | −6  | 14     |
| 16º                                       |  | Rentistas              | 15 | 2  | 4  | 9  | 12 | 27 | −15 | 10     |
| Última actualización: 29 de marzo de 2021 |  |                        |    |    |    |    |    |    |     |        |

|  | Campeón del Torneo Clausura y clasificado a la semifinal del Campeonato Uruguayo. |

## Fixture
- Los horarios corresponden al huso horario de Uruguay: (UTC-3).

| Danubio           | 0:3 | Cerro Largo         | Jardines del Hipódromo | 16 de enero | 10:00 | Daniel Rodríguez   |
| Cerro             | 1:1 | Peñarol             | Luis Tróccoli          | 16 de enero | 17:00 | Fernando Falce     |
| Progreso          | 0:0 | Montevideo City     | Abraham Paladino       | 17 de enero | 10:00 | Nicolás Vignolo    |
| Fénix             | 1:1 | River Plate         | Parque Capurro         | 17 de enero | 17:00 | Jonathan Fuentes   |
| Nacional          | 1:1 | Rentistas           | Gran Parque Central    | 17 de enero | 19:30 | Christian Ferreyra |
| Defensor Sporting | 1:1 | Wanderers           | Luis Franzini          | 17 de enero | 21:45 | Andrés Matonte     |
| Plaza Colonia     | 0:0 | Liverpool           | Parque Juan Prandi     | 18 de enero | 17:00 | Santiago Motta     |
| Boston River      | 5:0 | Deportivo Maldonado | Centenario             | 18 de enero | 19:15 | Daniel Fedorczuk   |

| Montevideo City     | 3:0 | Fénix             | Centenario                  | 20 de enero | 10:00 | Andrés Matonte     |
| River Plate         | 1:2 | Cerro             | Parque Saroldi              | 20 de enero | 17:00 | Diego Dunajec      |
| Cerro Largo         | 0:0 | Nacional          | Antonio Ubilla              | 20 de enero | 19:30 | Daniel Fedorczuk   |
| Wanderers           | 2:0 | Danubio           | Parque Alfredo Víctor Viera | 20 de enero | 21:45 | Diego Riveiro      |
| Plaza Colonia       | 0:1 | Progreso          | Parque Juan Prandi          | 21 de enero | 17:30 | José Burgos        |
| Deportivo Maldonado | 2:4 | Liverpool         | Domingo Burgueño Miguel     | 21 de enero | 19:45 | Mathías De Armas   |
| Rentistas           | 0:1 | Boston River      | Complejo Rentistas          | 22 de enero | 17:30 | Yimmy Álvarez      |
| Peñarol             | 1:2 | Defensor Sporting | Campeón del Siglo           | 27 de enero | 21:00 | Christian Ferreyra |

| Fénix               | 3:3 | Plaza Colonia   | Parque Capurro          | 29 de enero | 17:00 | Claudia Umpiérrez  |
| Boston River        | 2:1 | Cerro Largo     | Centenario              | 29 de enero | 19:15 | Christian Ferreyra |
| Progreso            | 0:4 | Liverpool       | Abraham Paladino        | 30 de enero | 10:00 | Fernando Falce     |
| Deportivo Maldonado | 3:1 | Rentistas       | Domingo Burgueño Miguel | 30 de enero | 18:00 | Andrés Cunha       |
| Nacional            | 2:1 | Wanderers       | Gran Parque Central     | 30 de enero | 21:00 | Gustavo Tejera     |
| Danubio             | 0:1 | Peñarol         | Jardines del Hipódromo  | 31 de enero | 17:00 | Daniel Fedorczuk   |
| Cerro               | 1:3 | Montevideo City | Luis Tróccoli           | 31 de enero | 19:15 | Diego Riveiro      |
| Defensor Sporting   | 0:2 | River Plate     | Luis Franzini           | 31 de enero | 21:30 | José Burgos        |

| Progreso        | 0:1 | Fénix               | Abraham Paladino            | 2 de febrero | 17:30 | Antonio García   |
| Cerro Largo     | 1:2 | Deportivo Maldonado | Antonio Ubilla              | 2 de febrero | 19:45 | Pablo Giménez    |
| Liverpool       | 2:2 | Rentistas           | Belvedere                   | 3 de febrero | 10:00 | Diego Riveiro    |
| Peñarol         | 0:0 | Nacional            | Campeón del Siglo           | 3 de febrero | 18:30 | Andrés Matonte   |
| Wanderers       | 2:2 | Boston River        | Parque Alfredo Víctor Viera | 3 de febrero | 21:30 | Andrés Cunha     |
| River Plate     | 0:4 | Danubio             | Parque Saroldi              | 4 de febrero | 10:00 | Gustavo Tejera   |
| Plaza Colonia   | 2:1 | Cerro               | Parque Juan Prandi          | 4 de febrero | 17:30 | Leodán González  |
| Montevideo City | 0:0 | Defensor Sporting   | Centenario                  | 4 de febrero | 19:45 | Daniel Fedorczuk |

| Rentistas           | 2:1 | Cerro Largo     | Complejo Rentistas      | 6 de febrero | 10:00 | Gustavo Tejera   |
| Fénix               | 0:2 | Liverpool       | Parque Capurro          | 6 de febrero | 17:00 | Yimmy Álvarez    |
| Deportivo Maldonado | 1:1 | Wanderers       | Domingo Burgueño Miguel | 6 de febrero | 19:15 | Santiago Motta   |
| Boston River        | 1:2 | Peñarol         | Centenario              | 6 de febrero | 21:45 | Leodán González  |
| Danubio             | 0:4 | Montevideo City | Jardines del Hipódromo  | 7 de febrero | 10:00 | Andrés Matonte   |
| Cerro               | 2:0 | Progreso        | Luis Tróccoli           | 7 de febrero | 17:00 | Daniel Rodríguez |
| Defensor Sporting   | 3:2 | Plaza Colonia   | Luis Franzini           | 7 de febrero | 19:15 | Diego Riveiro    |
| Nacional            | 3:0 | River Plate     | Gran Parque Central     | 7 de febrero | 21:45 | Andrés Cunha     |

| Liverpool       | 3:2 | Cerro Largo         | Belvedere                   | 10 de febrero | 10:00 | Christian Ferreyra |
| Plaza Colonia   | 3:0 | Danubio             | Parque Juan Prandi          | 10 de febrero | 17:00 | Jonathan Fuentes   |
| Wanderers       | 3:2 | Rentistas           | Parque Alfredo Víctor Viera | 10 de febrero | 19:15 | Diego Dunajec      |
| Montevideo City | 1:2 | Nacional            | Charrúa                     | 10 de febrero | 21:45 | Leodán González    |
| Fénix           | 3:3 | Cerro               | Parque Capurro              | 11 de febrero | 10:00 | Andrés Cunha       |
| River Plate     | 3:1 | Boston River        | Parque Saroldi              | 11 de febrero | 17:00 | Daniel Fedorczuk   |
| Progreso        | 3:3 | Defensor Sporting   | Abraham Paladino            | 11 de febrero | 17:00 | Andrés Matonte     |
| Peñarol         | 1:1 | Deportivo Maldonado | Campeón del Siglo           | 11 de febrero | 20:00 | Gustavo Tejera     |

| Cerro Largo         | 1:3 | Wanderers       | Antonio Ubilla          | 13 de febrero | 18:00 | Andrés Matonte     |
| Nacional            | 1:1 | Plaza Colonia   | Gran Parque Central     | 13 de febrero | 21:00 | José Burgos        |
| Cerro               | 1:1 | Liverpool       | Luis Tróccoli           | 14 de febrero | 10:00 | Santiago Motta     |
| Rentistas           | 0:1 | Peñarol         | Complejo Rentistas      | 14 de febrero | 17:00 | Diego Riveiro      |
| Deportivo Maldonado | 1:2 | River Plate     | Domingo Burgueño Miguel | 14 de febrero | 19:15 | Claudia Umpiérrez  |
| Defensor Sporting   | 2:2 | Fénix           | Luis Franzini           | 14 de febrero | 21:30 | Leodán González    |
| Danubio             | 0:1 | Progreso        | Jardines del Hipódromo  | 15 de febrero | 17:00 | Andrés Cunha       |
| Boston River        | 0:3 | Montevideo City | Centenario              | 15 de febrero | 19:15 | Christian Ferreyra |

| River Plate     | 1:1 | Rentistas           | Parque Saroldi     | 17 de febrero | 10:00 | Mathías De Armas   |
| Liverpool       | 2:1 | Wanderers           | Belvedere          | 17 de febrero | 17:00 | José Burgos        |
| Cerro Largo     | 1:1 | Peñarol             | Antonio Ubilla     | 17 de febrero | 19:30 | Yimmy Álvarez      |
| Cerro           | 0:0 | Defensor Sporting   | Luis Tróccoli      | 17 de febrero | 21:45 | Diego Riveiro      |
| Fénix           | 1:1 | Danubio             | Parque Capurro     | 18 de febrero | 10:00 | Daniel Rodríguez   |
| Progreso        | 0:1 | Nacional            | Abraham Paladino   | 18 de febrero | 17:00 | Christian Ferreyra |
| Montevideo City | 1:1 | Deportivo Maldonado | Centenario         | 18 de febrero | 19:15 | Andrés Cunha       |
| Plaza Colonia   | 3:0 | Boston River        | Parque Juan Prandi | 19 de febrero | 17:00 | Andrés Matonte     |

| River Plate         | 2:0 | Cerro Largo     | Parque Saroldi              | 20 de febrero | 17:00 | Diego Riveiro      |
| Defensor Sporting   | 0:3 | Liverpool       | Luis Franzini               | 20 de febrero | 19:15 | Gustavo Tejera     |
| Wanderers           | 0:1 | Peñarol         | Parque Alfredo Víctor Viera | 20 de febrero | 21:45 | Christian Ferreyra |
| Rentistas           | 1:2 | Montevideo City | Complejo Rentistas          | 21 de febrero | 17:00 | Pablo Giménez      |
| Nacional            | 2:2 | Fénix           | Gran Parque Central         | 21 de febrero | 20:00 | Andrés Matonte     |
| Danubio             | 2:1 | Cerro           | Jardines del Hipódromo      | 22 de febrero | 17:00 | Fernando Falce     |
| Deportivo Maldonado | 1:1 | Plaza Colonia   | Domingo Burgueño Miguel     | 22 de febrero | 19:15 | Leodán González    |
| Boston River        | 2:3 | Progreso        | Centenario                  | 23 de febrero | 19:15 | Yimmy Álvarez      |

| Liverpool         | 1:1 | Peñarol             | Belvedere          | 26 de febrero | 17:00 | Andrés Matonte    |
| River Plate       | 1:1 | Wanderers           | Parque Saroldi     | 27 de febrero | 17:00 | Leodán González   |
| Cerro             | 0:1 | Nacional            | Luis Tróccoli      | 27 de febrero | 19:30 | Daniel Rodríguez  |
| Fénix             | 2:1 | Boston River        | Parque Capurro     | 28 de febrero | 17:00 | Daniel Fedorczuk  |
| Defensor Sporting | 1:1 | Danubio             | Luis Franzini      | 28 de febrero | 19:15 | Andrés Cunha      |
| Montevideo City   | 0:0 | Cerro Largo         | Charrúa            | 28 de febrero | 21:30 | Claudia Umpiérrez |
| Plaza Colonia     | 5:0 | Rentistas           | Parque Juan Prandi | 1 de marzo    | 17:00 | Yimmy Álvarez     |
| Progreso          | 1:1 | Deportivo Maldonado | Abraham Paladino   | 2 de marzo    | 17:00 | Pablo Giménez     |

| Wanderers           | 2:8 | Montevideo City   | Parque Alfredo Víctor Viera | 5 de marzo | 20:00 | Gustavo Tejera     |
| Boston River        | 2:0 | Cerro             | Centenario                  | 6 de marzo | 17:15 | Mathías De Armas   |
| Peñarol             | 2:0 | River Plate       | Campeón del Siglo           | 6 de marzo | 20:15 | Andrés Cunha       |
| Danubio             | 0:1 | Liverpool         | Jardines del Hipódromo      | 7 de marzo | 16:30 | Christian Ferreyra |
| Cerro Largo         | 3:1 | Plaza Colonia     | Antonio Ubilla              | 7 de marzo | 18:45 | Daniel Fedorczuk   |
| Nacional            | 2:1 | Defensor Sporting | Gran Parque Central         | 7 de marzo | 21:45 | Esteban Ostojich   |
| Rentistas           | 1:3 | Progreso          | Complejo Rentistas          | 8 de marzo | 16:30 | Leodán González    |
| Deportivo Maldonado | 0:2 | Fénix             | Domingo Burgueño Miguel     | 8 de marzo | 18:45 | Yimmy Álvarez      |

| Plaza Colonia     | 3:0 | Wanderers           | Parque Juan Prandi     | 12 de marzo | 16:30 | Daniel Rodríguez   |
| Defensor Sporting | 1:2 | Boston River        | Luis Franzini          | 12 de marzo | 18:45 | Christian Ferreyra |
| Danubio           | 2:1 | Nacional            | Jardines del Hipódromo | 13 de marzo | 16:30 | Yimmy Álvarez      |
| Cerro             | 2:3 | Deportivo Maldonado | Luis Tróccoli          | 13 de marzo | 18:45 | Andrés Cunha       |
| Liverpool         | 3:2 | River Plate         | Belvedere              | 14 de marzo | 16:30 | Daniel Fedorczuk   |
| Cerro Largo       | 1:0 | Progreso            | Antonio Ubilla         | 14 de marzo | 18:45 | Fernando Falce     |
| Montevideo City   | 1:2 | Peñarol             | Centenario             | 14 de marzo | 21:45 | Leodán González    |
| Fénix             | 3:0 | Rentistas           | Parque Capurro         | 15 de marzo | 16:30 | Antonio García     |

| Deportivo Maldonado | 2:1 | Defensor Sporting | Domingo Burgueño Miguel     | 18 de marzo | 19:00 | Daniel Fedorczuk   |
| Rentistas           | 0:1 | Cerro             | Complejo Rentistas          | 19 de marzo | 16:00 | José Burgos        |
| Boston River        | 1:5 | Danubio           | Centenario                  | 19 de marzo | 18:15 | Andrés Cunha       |
| River Plate         | 1:1 | Montevideo City   | Parque Saroldi              | 20 de marzo | 16:00 | Andrés Matonte     |
| Peñarol             | 1:3 | Plaza Colonia     | Campeón del Siglo           | 20 de marzo | 19:00 | Christian Ferreyra |
| Fénix               | 1:0 | Cerro Largo       | Parque Capurro              | 21 de marzo | 16:00 | Esteban Ostojich   |
| Wanderers           | 3:0 | Progreso          | Parque Alfredo Víctor Viera | 21 de marzo | 18:15 | Claudia Umpiérrez  |
| Nacional            | 0:4 | Liverpool (C)     | Gran Parque Central         | 21 de marzo | 21:15 | Leodán González    |

| Danubio           | 2:2 | Deportivo Maldonado | Jardines del Hipódromo | 23 de marzo | 16:00 | Leodán González  |
| Liverpool         | 4:1 | Montevideo City     | Belvedere              | 24 de marzo | 16:00 | Andrés Cunha     |
| Cerro             | 0:1 | Cerro Largo         | Luis Tróccoli          | 24 de marzo | 18:15 | Nicolás Vignolo  |
| Nacional          | 1:2 | Boston River        | Gran Parque Central    | 24 de marzo | 21:15 | Andrés Matonte   |
| Fénix             | 3:3 | Wanderers           | Parque Capurro         | 25 de marzo | 10:00 | Santiago Motta   |
| Progreso          | 0:2 | Peñarol             | Abraham Paladino       | 25 de marzo | 16:00 | Daniel Fedorczuk |
| Defensor Sporting | 0:0 | Rentistas           | Luis Franzini          | 25 de marzo | 18:15 | Esteban Ostojich |
| Plaza Colonia     | 1:0 | River Plate         | Parque Juan Prandi     | 26 de marzo | 16:00 | Gustavo Tejera   |

| Rentistas           | 1:0 | Danubio           | Charrúa                     | 28 de marzo | 20:00 | Javier Feres       |
| Boston River        | 1:0 | Liverpool         | Centenario                  | 28 de marzo | 20:00 | Esteban Ostojich   |
| Deportivo Maldonado | 1:2 | Nacional          | Domingo Burgueño Miguel     | 28 de marzo | 20:00 | Christian Ferreyra |
| Cerro Largo         | 0:0 | Defensor Sporting | Antonio Ubilla              | 28 de marzo | 20:00 | Diego Riveiro      |
| Wanderers           | 1:1 | Cerro             | Parque Alfredo Víctor Viera | 29 de marzo | 10:00 | Pablo Giménez      |
| River Plate         | 3:2 | Progreso          | Parque Saroldi              | 29 de marzo | 16:00 | Daniel Rodríguez   |
| Montevideo City     | 2:0 | Plaza Colonia     | Centenario                  | 29 de marzo | 18:15 | Leodán González    |
| Peñarol             | 3:1 | Fénix             | Campeón del Siglo           | 29 de marzo | 21:15 | Gustavo Tejera     |

## Goleadores
| Jugador                                            | Club                | Goles | PJ | GPP  |
| -------------------------------------------------- | ------------------- | ----- | -- | ---- |
| Juan Ignacio Ramírez                               | Liverpool           | 13    | 14 | 0.93 |
| Maureen Franco                                     | Fénix               | 11    | 15 | 0.73 |
| Rubén Bentancourt                                  | Boston River        | 9     | 13 | 0.69 |
| Facundo Batista                                    | Deportivo Maldonado | 8     | 15 | 0.53 |
| Nicolás Dibble                                     | Plaza Colonia       | 7     | 14 | 0.50 |
| Matías Cóccaro                                     | Montevideo City     | 7     | 14 | 0.50 |
| Agustín Álvarez                                    | Peñarol             | 7     | 14 | 0.50 |
| Gonzalo Bergessio                                  | Nacional            | 7     | 14 | 0.50 |
| Última actualización: 29 de marzo de 2021. Fuente: |                     |       |    |      |